# HBL All-Star Game
Beim All-Star-Game der deutschen Handball-Bundesliga (HBL) traf seit dem Jahr 2005 eine internationale HBL-Auswahl auf die deutsche Handballnationalmannschaft.
Die Idee zu einem Handball-All-Star-Game entstand nach amerikanischem Vorbild Anfang 2000, wobei zunächst zwei ligainterne Auswahlteams (Nordost gegen Südwest) gegeneinander antraten. Seit 2000 fanden die ersten drei Auflagen im westfälischen Münster statt und erhielten so große Resonanz, dass man in die Volkswagen-Halle nach Braunschweig umzog. In den Jahren 2006 bis 2010 wurde das All-Star-Game in der Max-Schmeling-Halle in Berlin ausgetragen, um dort den Handball bekannter zu machen. Im Jahr 2011 gab es zwei Neuerungen: Das Event wurde vom Ende der Saison auf die Zeit nach der WM bzw. EM verlegt und es fand nun in der Arena Leipzig statt.
Im Jahr 2020 wurde die Veranstaltung aufgrund der COVID-19-Pandemie abgesagt. Auch in den beiden Folgejahren gab es keine Austragung mehr.
Am Rande der Veranstaltung wurden bis 2010 der „Spieler der Saison“, der „Torhüter der Saison“, der beste Nachwuchsspieler als „Rookie der Saison“, der „Trainer der Saison“, das „Schiedsrichter-Gespann der Saison“ sowie Persönlichkeiten für ihr „Lebenswerk/Karriereleistung Handball“ ausgezeichnet. (Siehe Auszeichnungen der Handball-Bundesliga)

## All-Star Games
| Jahr | Ort          | Halle                         | Zuschauer | HBL - DHB           |
| ---- | ------------ | ----------------------------- | --------- | ------------------- |
| 2020 | Hannover     | ZAG-Arena                     |           |                     |
| 2019 | Stuttgart    | Porsche-Arena                 | 6.200     | 42 : 39 (21 : 21)   |
| 2018 | Leipzig      | Arena Leipzig                 | 7.063     | 43 : 39 (21 : 22)   |
| 2017 | Leipzig      | Arena Leipzig                 | 7.063     | 40 : 36 (17 : 19)   |
| 2016 | Nürnberg     | Arena Nürnberger Versicherung | 7.622     | 36 : 36 (17 : 16)   |
| 2015 | Nürnberg     | Arena Nürnberger Versicherung | 7.622     | 35 : 38 (20 : 17)   |
| 2014 | Leipzig      | Arena Leipzig                 | 7.063     | 31 : 38 (17 : 15)   |
| 2013 | Leipzig      | Arena Leipzig                 | 7.532     | 35 : 37 (18 : 19)   |
| 2012 | Leipzig      | Arena Leipzig                 | 7.532     | 32 : 36 (18 : 18)   |
| 2011 | Leipzig      | Arena Leipzig                 | 7.532     | 36 : 39 (16 : 21)   |
| 2010 | Berlin       | Max-Schmeling-Halle           | 6.577     | 32 : 36 (13 : 18)   |
| 2009 | Berlin       | Max-Schmeling-Halle           | 7.614     | 38 : 35 (19 : 17)   |
| 2008 | Berlin       | Max-Schmeling-Halle           | 7.400     | 43 : 42 (21 : 20)   |
| 2007 | Berlin       | Max-Schmeling-Halle           | 8.521     | 36 : 31 (18 : 17)   |
| 2006 | Berlin       | Max-Schmeling-Halle           | 5.750     | 36 : 37 (18 : 17)   |
| 2005 | Braunschweig | Volkswagen-Halle              | 7.000     | 37 : 39 (22 : 19)   |
| Jahr | Ort          | Halle                         | Zuschauer | Nord/Ost - Süd/West |
| 2004 | Braunschweig | Volkswagen-Halle              | 7.000     | 42 : 42 (23 : 24)   |
| 2003 | Braunschweig | Volkswagen-Halle              | 3.600     | 44 : 46 (25 : 19)   |
| 2002 | Münster      | Halle Münsterland             | 3.500     | 40 : 38 (20 : 16)   |
| 2001 | Münster      | Halle Münsterland             | 3.500     | 33 : 35 (19 : 14)   |
| 2000 | Münster      | Halle Münsterland             | 3.500     | 33 : 31 (17 : 16)   |